# Arbeitskreis Gerechtigkeit Leipzig

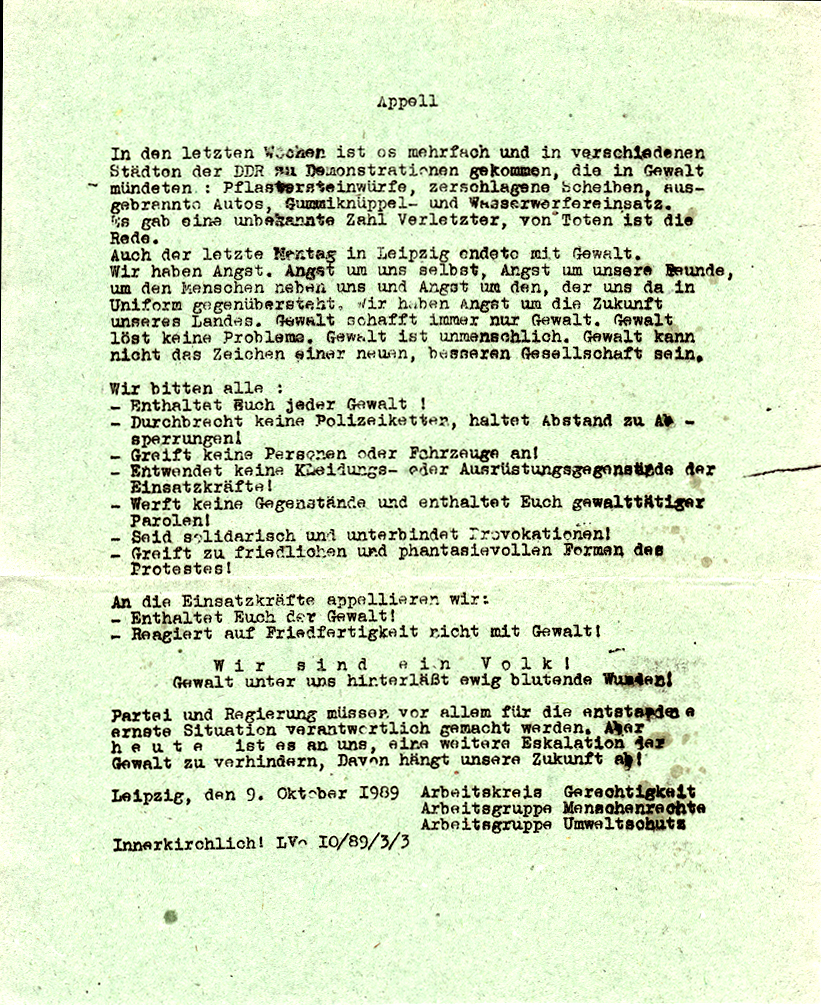
Appell zur Gewaltlosigkeit für die entscheidende Montagsdemonstration am 9. Oktober 1989

Der Arbeitskreis Gerechtigkeit Leipzig (1987–1989) war von Studenten und Gaststudenten des Theologischen Seminars Leipzig gegründet worden, sollte aber von Anbeginn über die Kirche hinaus wirken und Menschen unabhängig von ihrer Weltinterpretation organisieren und motivieren. Er hatte es sich zur Aufgabe gestellt, dem Staate DDR, der keine republikanische Öffentlichkeit zuließ, als konspirativ organisierte subversive Gruppe entgegenzutreten, um mit offensiver Öffentlichkeitsarbeit Bürger- und Menschenrechte einzufordern und letztlich auf die Überwindung der freiheitsfeindlichen Herrschaftsform der stalinistischen Staatsklasse hinzuwirken (Kurzformen: AK Gerechtigkeit, AKG Leipzig, AK G bzw. AKG).

## Politische Methode: Konspirative Struktur und subversive Öffentlichkeitsarbeit
Die Regierung der DDR hatte mit der UNO-Mitgliedschaft die Allgemeine Erklärung der Menschenrechte anerkannt, im KSZE-Prozess sogar weiter gehende bürgerliche Freiheitsrechte. Von dieser Außendarstellung des DDR-Staates bezogen die subversiven Bürger- und Menschenrechtsgruppen den Maßstab für die Beurteilung der inneren Verhältnisse. Vorbilder für den Arbeitskreis Gerechtigkeit waren die Charta 77 und in der DDR die Berliner Initiative Frieden und Menschenrechte. „Die Menschenrechtsgruppen trugen trotz ihrer geringen Zahl – das MfS zählte 1988 DDR-weit zehn Gruppen – erheblich zur Politisierung der Opposition“ und zur Bildung der Bürgerrechtsbewegung bei.
Der Vorwurf der aktiven Staatsfeindlichkeit konnte von den Gruppen mit dem Hinweis abgewehrt werden, der DDR-Bürger müsse glauben dürfen, die DDR-Regierung wolle die Weltöffentlichkeit nicht vorsätzlich täuschen. Die Methode geht – im aufklärerischen Sinne Immanuel Kants – von der (falschen) Annahme einer dem Bürger wohlwollenden Regierung aus, um die real existierenden Verhältnisse legalistisch kritisieren zu können. Auf diese Weise wurde ein offensiver Umgang mit Mitläufern, Sympathisanten und Nutznießern des Despotismus der stalinistischen Staatsklasse möglich.
Im Sinne der Aufklärung Immanuel Kants dient die konspirative Gruppenbildung in denjenigen Staaten dem legitimen „Naturberuf des Menschen“, wo die „Freiheit der Feder“ nicht besteht und ein „Geist der Freiheit“ fehlt, der die vernünftige Debatte über die Rechtmäßigkeit der Zwangsgesetze des Staates zuließe. Sobald die republikanische Regierungsform eines Rechtsstaates erlangt wäre, verlöre die Konspiration jedoch ihre Legitimation.

## Geschichte 1987 bis 1989
Gründungsmitglieder: Jochen Läßig, Bernd Oehler, Thomas Rudolph und Frank Wolfgang Sonntag.

„Der Arbeitskreis Gerechtigkeit war Ende 1987 von Studenten des Theologischen Seminars Leipzig mit dem Ziel gegründet worden, Einfluss auf die politische Entwicklung der DDR zu nehmen. Daher legte er besonderen Wert auf breite Öffentlichkeitsarbeit. Er gab sich eine Satzung und eine Struktur. Die selbständig arbeitenden thematischen Arbeitsgruppen (zum Beispiel Öffentlichkeitsarbeit, Behinderte, Ausreise, Anti-Atom) waren mit je einer oder einem Delegierten im Sprecherkreis vertreten, wobei auf die paritätische Besetzung nach Geschlecht geachtet wurde. […] Feste Regeln untersagten Verbindungen zum Ministerium für Staatssicherheit, schrieben die Mitteilungspflicht wissentlicher Kontaktierungsversuche seitens der Staatssicherheit vor und regelten das Verhalten der Mitglieder bei Verhören. […]

Kirchliche und unabhängige Samisdat-Publikationen dienten der Öffentlichkeitsarbeit, so zum Beispiel ‚Forum für Kirche und Menschenrechte‘ (hrsg. mit der Arbeitsgruppe Menschenrechte), ‚Die neue Grüne‘ (hrsg. mit dem Arbeitskreis Gerechtigkeit und Umwelt), ‚VARIA‘ als Material zu den politischen Repressionen in der Tschechoslowakei und ein Blatt für korrespondierende Mitglieder. 
Texte und Berichte tschechischer und slowakischer Dissidenten wurden in Leipzig übersetzt und veröffentlicht. Es wurden vielfältige Beziehungen zu oppositionellen Gruppen in der Tschechoslowakei, in Polen, in Ungarn und im Baltikum gepflegt. Intensive Kontakte bestanden zu Redaktionen kirchlicher und unabhängiger Blätter sowie zu Vertretern von Friedens-, Umwelt- und Menschenrechtsbibliotheken. Mit ihnen und Vertretern von Menschenrechtsgruppen fanden ab September 1988 bis März 1990 allmonatlich Treffen statt. […]

Informationen zu Menschenrechtsverletzungen, zu den staatlichen Strategien im Umgang mit Ausreisewilligen und zu Entwicklungen innerhalb des Machtapparates bzw. der SED wurden gesammelt und verbreitet. Der Arbeitskreis Gerechtigkeit besaß nichtlizenzierte Wachsmatrizen-Umdruck-Geräte, mit denen er Flugblätter und Publikationen fertigen sowie auch technische Hilfe für auswärtige Oppositionsgruppen (z. B. Zwickau, Dresden) leisten konnte.“

Jochen Läßig erklärt 1990 im Interview: 

„In dieser neuen Gruppe, die hauptsächlich aus Theologiestudenten und aus Leuten aus kirchlichen Kreisen bestand, hat Thomas Rudolph eine sehr konsequente Arbeit begonnen. […] Der Arbeitskreis Gerechtigkeit war eine der Frontgruppen. Er zählte am Anfang vielleicht 10 Leute, allerdings junge Leute zwischen 20 und 28 Jahren. Die meisten haben das Kontaktbüro betrieben, das die Koordinierung der gesamten Friedensgebete in der DDR mitübernommen hatte. Das heißt, es wurden Informationen von einem Friedensgebet zum anderen weitergegeben und der aktuelle Stand der Inhaftierungen und Ermittlungen des Staates verbreitet. Das wesentliche Ziel war, ein Informationsnetz innerhalb der DDR aufzubauen […]. Das Kontakttelefon war fast eine hauptamtliche Beschäftigung. Es ging ununterbrochen, weil überall in der DDR Vorfälle zu melden waren, die dann durch diese Öffentlichkeit bekannt geworden sind und denen durch Protest begegnet werden konnte.“

Der Arbeitskreis Gerechtigkeit wirkte im Bezirkssynodalausschuss Leipzig-Ost und an der Gestaltung von Friedensgebeten in der Nikolaikirche mit. Er setzte sich für die Schaffung eines „Kommunikationszentrums für Basisgruppen und Kirchgemeinden“ in Leipzig nach dem Vorbild der Berliner „Umweltbibliothek“ ein. 
Die Gemeindebibliothek der Lukasgemeinde überraschte die Besucher mit einem Beitrag zum Menschenrecht der Informationsfreiheit. Sie bot einen wachsenden Bestand von Literatur, die in staatlichen DDR-Bibliotheken nicht (bzw. nur mit offizieller Erlaubnis „zum wissenschaftlichen Gebrauch“) gelesen werden konnte und sogar Samisdat-Schriften aus dem organisierten künstlerischen wie politischen Widerstand aus mehreren Ostblock-Staaten.
1988 beförderte der AK Gerechtigkeit mit der Arbeitsgruppe Menschenrechte die Institutionalisierung des Sonnabendskreises sowie die daraus hervorgehende Gründung der überregional arbeitenden „Arbeitsgruppe zur Situation der Menschenrechte in der DDR“.
Zum Tag der Menschenrechte, am 10. Dezember 1988, erschien deren Gründungsaufruf mit Kontaktadressen von Jena bis Güstrow.
Thomas Rudolph, einer der Mitbegründer, brach im November 1988 sein Theologiestudium ab, um sich voll der politischen Arbeit im AK Gerechtigkeit widmen zu können. Aus Einnahmen verkaufter Samisdat-Veröffentlichungen und Spenden konnten auch Kathrin Walther, Rainer Müller und später auch Frank Richter von der Arbeitsgruppe Menschenrechte sozusagen als „hauptamtliche Revolutionäre“ von der subversiven Gruppe angestellt werden. (Dies wurde möglich, weil die strafrechtliche Verfolgung von Menschen, die sich staatlichem Arbeitszwang entzogen, der berüchtigte § 249 StGB der DDR, ab 1987 ausgesetzt worden war.)
In Zusammenarbeit mit der Arbeitsgruppe Menschenrechte (Leipzig) wurden Informationen und Samisdat-Literatur erstellt und illegal vervielfältigt. Einen Überblick zur Dichte der Ereignisse und Auseinandersetzungen mit dem Staatsapparat und kirchenleitenden Persönlichkeiten in den letzten Jahren der DDR bot bereits die „Leipziger Chronik“, die in der Samisdat-Dokumentation „Die Mücke“ 1989 begonnen und später ergänzt worden ist. 
In enger Zusammenarbeit mit Pfarrer Christoph Wonneberger und der AG Menschenrechte organisierte der Arbeitskreis Gerechtigkeit neben dem offiziellen Kirchentag den „statt-Kirchentag“ 1989 in der Lukasgemeinde Leipzig-Volkmarsdorf mit internationaler Beteiligung, z. T. dokumentiert im Samisdat „Forum für Kirche und Menschenrechte“.
Der AK Gerechtigkeit gehörte zu den drei subversiven Gruppen Leipzigs, die den Appell zur Gewaltlosigkeit für den entscheidenden 9. Oktober 1989 beschlossen, als Flugblatt verbreitet und in den Kirchen der Innenstadt verlesen haben.
Nach den gelungenen Massendemonstrationen im Oktober 1989 zerfiel das Zweckbündnis des organisierten Widerstandes gegen den DDR-Staat. Das Ziel war erreicht, der schnelle Erfolg überraschte die Akteure vielleicht am stärksten: Der Weg in den Rechtsstaat und in den pluralistischen Parlamentarismus einer marktförmigen Wirtschaftsordnung war ab Ende Oktober einstweilen unumkehrbar. 
Mithin war der Weg in die staatliche Vereinigung offen, denn wodurch hätte sich die Existenz des Teilstaates weiter begründen lassen? 
Mitarbeiter des AK Gerechtigkeit wirkten in verschiedenen Organisationen der Bürgerrechtsbewegung wie in den sich neu gründenden Parteien mit. Der AK Gerechtigkeit stellte seine Arbeit im November 1989 ein. Mehrheitlich traten die Mitwirkenden in die bereits zuvor auch in Sachsen gegründete einstige Vorbild-Organisation Initiative Frieden und Menschenrechte ein bzw. waren bereits sächsische Gründungsmitglieder.

## Sprecher
Dem Sprecherkreis bzw. der Koordinierungsgruppe gehörten an:
Katrin Hattenhauer, Jochen Läßig, Rainer Müller, Bernd Oehler, Gesine Oltmanns, Doreen Penno, Thomas Rudolph und Kathrin Walther. 
Für den Fall der Inhaftierung mehrerer Sprecher waren bereits vorab weitere Personen benannt, die zugleich in der Koordinierungsgruppe mitarbeiteten:
Joachim Förster, Silke Krasulsky, Susanne Krug und Andreas Ludwig.
Weitere Mitarbeitende in der Koordinierungsgruppe:
Babette Kohlbach und Frank Wolfgang Sonntag (ab Ende Juli 1988 Sprecher des AKG in West-Berlin).
Doreen Penno (geb. 1965), Sprecherin der Arbeitsgruppe Ausreise, konnte noch im Juli 1989 als im Dienste der Staatssicherheit stehend enttarnt werden (später wurde ihr MfS-interner Name bekannt: IMB „Maria“).

## Fernsehdokumentation
- Peter Grimm / Frank Wolfgang Sonntag: Der Einfluss des Theologischen Seminars Leipzig auf die Bürgerrechtsbewegung der DDR im Magazin FAKT der ARD vom 7. Oktober 2014, 21:45 Uhr.
- Pfarrer. Spitzel. Bürgerrechtler: Kirche in der DDR, ein Film von Angelika Schmidt-Biesalski im Auftrage des ZDF 2016.